# Borušov
Obec Borušov (německy Pohres) se nachází v okrese Svitavy v Pardubickém kraji. Žije zde 167 obyvatel.

## Historie
První písemná zmínka o obci pochází z roku 1398.

## Pamětihodnosti

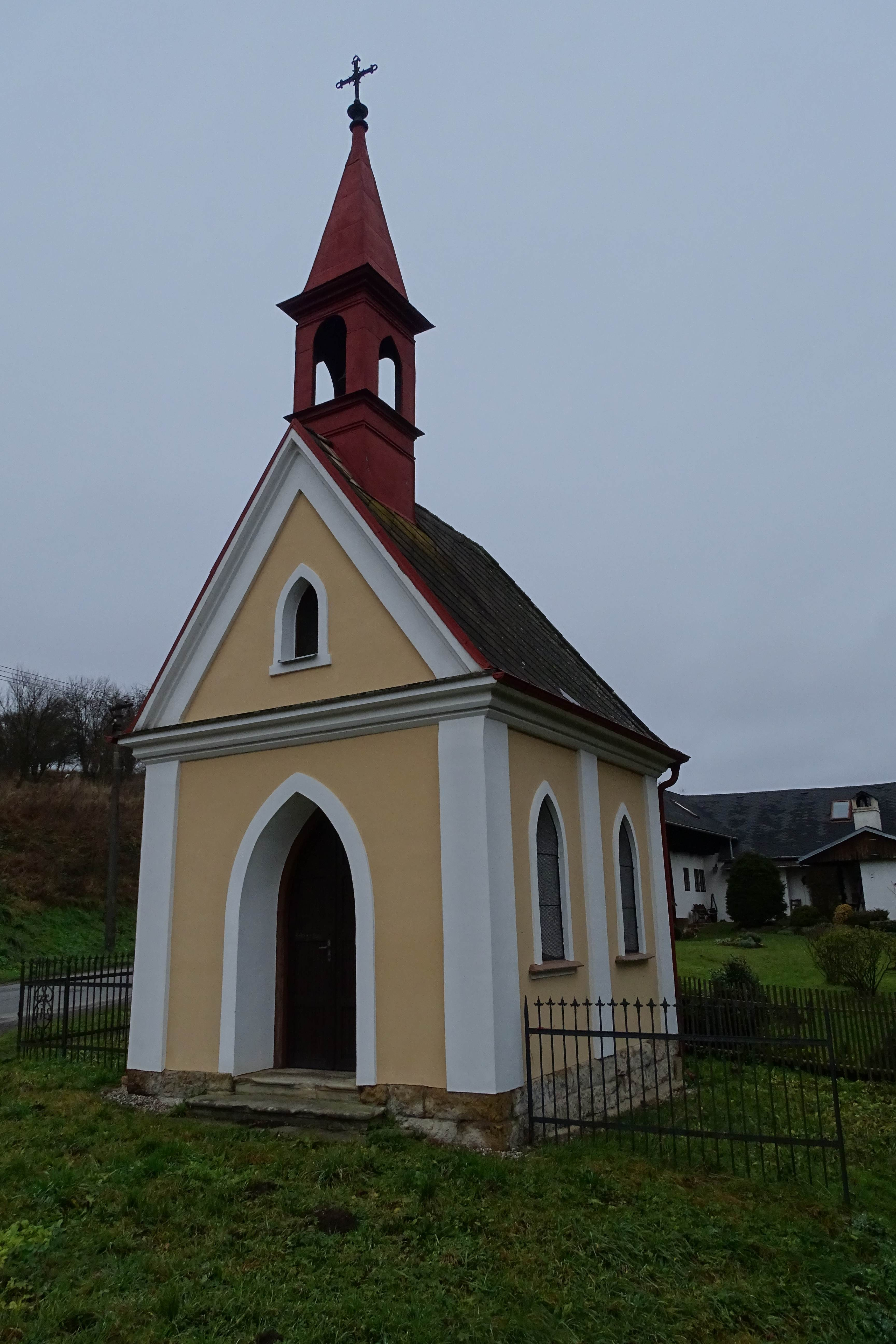
Kaple

V obci lze spatřit řadu starých vesnických (zemědělských) stavení z konce 18. a 19. století.
U silnice v blízkosti autobusové zastávka "Náves" stojí kamenný kříž z roku 1751, který v roce 1866 opravili manželé Franz a Anna Weigl. Na kříži se zachovaly stopy řady nápisů z různých období. Podobný kříž stojí nedaleko Obecního úřadu z roku 1773 s částečně dochovaným nápisem, opraven v roce 1938.
U silnice před domem čp. 65 byl z žuly postaven pomník obětem První světové války. Vzpomenuty jsou zde: Emil Winkler (+ 6.6.1915, Rusko), Adolf Bieberle (+ 25.10.1914, Srbsko), Josef Dworschak (+ 26.7.1915, Rusko), Franz Pieschl (+ 19.1.1915 Rusko), Gustav Patz (+ 9.1.1916 Rusko), Gustav Lang (+ 16.2.1916) a Franz Pravez (+ 9.11.1918).
V obci roste několik starých a mohutných stromů (převážně lip) např. u čp. 14 atd.

## Části obce
- Borušov
- Svojanov

K obci náleží i ZSJ a katastrální území Prklišov